# Nils Hjärpe
Nils Harald Hjärpe, född 19 februari 1908 i Boxholm i Ekeby församling, Linköpings stift, död 21 maj 1978 i Ljusne, var en svensk socialdemokratisk kommunalpolitiker.
Hjärpe kom i början av 1920-talet till Ljusne. Han var anställd som bruksarbetare, då han 1947 valdes till ordförande i Söderala kommunalfullmäktige. Han innehade denna post till 1963, varefter han var heltidsanställd ordförande i kommunalnämnden 1963–1970. Vid kommunsammanslagningen 1971 blev han  kommunstyrelsens ordförande och kommunalråd i Söderhamns kommun och innehade dessa poster till pensioneringen 1973. Han var under många år också ledamot av Gävleborgs läns landsting och tillhörde dess förvaltningsutskott.